# Powiat Gomu
Powiat Gomu (jap. 馭謨郡 Gomu-gun) – dawny powiat w Japonii, w prefekturze Kagoshima.

## Historia

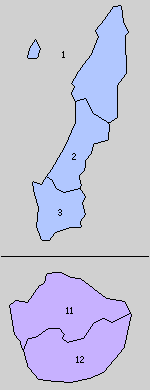
11. Kamiyaku, 12. Shimoyaku (1889 r.)

W pierwszym roku okresu Meiji na terenie powiatu znajdowało się 18 wiosek. Powiat był częścią prowincji Ōsumi.
Powiat został założony 17 lutego 1879 roku. 1 kwietnia 1889 roku w wyniku połączeń mniejszych wiosek powstały wsie Kamiyaku i Shimoyaku.
1 kwietnia 1897 roku powiat Gomu został połączony z powiatem Kumage. W wyniku tego połączenia powiat został rozwiązany.